# Puławy
Puławyⓘ é um município no sudeste da Polônia. Está localizado na parte ocidental da voivodia de Lublin, perto da fronteira com a voivodia da Mazóvia. É a sede do condado de Puławy e da comuna rural de Puławy, situada no rio Vístula, à beira do desfiladeiro da Pequena Polônia do Vístula. É a maior cidade da voivodia de Lublin que não é uma cidade com direitos de condado.
É um centro industrial (indústria química, indústria da construção, indústria farmacêutica, etc.), centro científico (6 institutos de pesquisa, ensino superior), centro turístico e cultural: parte do triângulo turístico Puławy − Kazimierz Dolny − Nałęczów, também um centro de museologia (o primeiro na Polônia e, simultaneamente, o museu mais antigo da Europa Central), centro de transportes (porto fluvial, 2 pontes, principais vias de transportes rodoviária e ferroviária).
Na cidade existe uma subzona da Zona Econômica Especial de Starachowice, cobrindo uma área de 119 3479 ha. e desenvolvida em mais de 26%.
Estende-se por uma área de 50,5 km², com 46 304 habitantes, segundo o censo de 31 de dezembro de 2021, com uma densidade populacional de 916,9 hab./km².

## Localização
Puławy está localizada na parte ocidental da voivodia de Lublin, na planície da Mazóvia, bem próxima à fronteira com o planalto de Lublin, que atravessa a vila de Parchatka (segundo o geógrafo polonês Jerzy Kondracki), na margem direita do rio Vístula, não muito distante de seu meandro mais oriental, nas proximidades do Parque Paisagístico Kazimierz. Historicamente, ela estava localizada na Pequena Polônia (inicialmente na região de Sandomierz e depois na região de Lublin). Nos limites da cidade, o rio Kurówka deságua no Vístula. A cidade é frequentemente associada com as vizinhas Kazimierz Dolny e Nałęczów, conhecidas coletivamente como o triângulo turístico.
A área da cidade é de 50,5 km².

### Estrutura da superfície
Segundo dados de 2004, Puławy tem uma área de 50,5 km², incluindo:
- Terras agrícolas: 12%
- Área florestal: 21%
- Terra sob reservatórios de água, rios, valas: 3%
- Terreno para desenvolvimento: 9%
- Ruas, ferrovias e outras áreas de transporte: 3%
- Áreas de parques e áreas verdes: 0,5%
- Áreas residenciais subdesenvolvidas: 1%
- Áreas diversas: 2%

A cidade constitui 5,42% da área do condado.

## Toponímia
A origem do nome da cidade de Puławy não foi inequivocamente estabelecida ou oficialmente confirmada. Devido à localização original do assentamento no rio Vístula, presume-se que o nome possa estar relacionado ao rio e seus arredores. Há várias hipóteses sobre a etimologia do nome:
- Ribeirinho do Vístula — O nome Pulawy pode derivar de “pulw”, um termo em polonês para ribeirinho à beira do rio.
- Polonês antigo “pławy” — A palavra significava atravessar um rio, o que pode ter se referido à natureza do assentamento como um ponto de travessia.
- “Pława” — Essa palavra significa uma boia que denota um banco de areia, o que também pode estar relacionado à paisagem fluvial local.
- “Pawia” - Esse termo se refere à correnteza ou à correnteza do rio, o que também pode ter influenciado o nome.[5]

Os primeiros registros escritos do nome “Pollavy” datam do século XV. Conforme esses registros, o nome pode ter significado uma travessia de rio ou um vau.
Uma lenda popular oferece outra explicação para a origem do nome. Ela conta que Zawisza Czarny de Garbów, cansado de sua jornada, parou no assentamento para descansar. Quando ele se sentou em um banco, o banco quebrou sob seu peso. O cavaleiro então exclamou: “A niech to będzie pół ławy!” (Que seja meio banco!). Com o tempo, o nome evoluiria para “Pulawy”.

## História

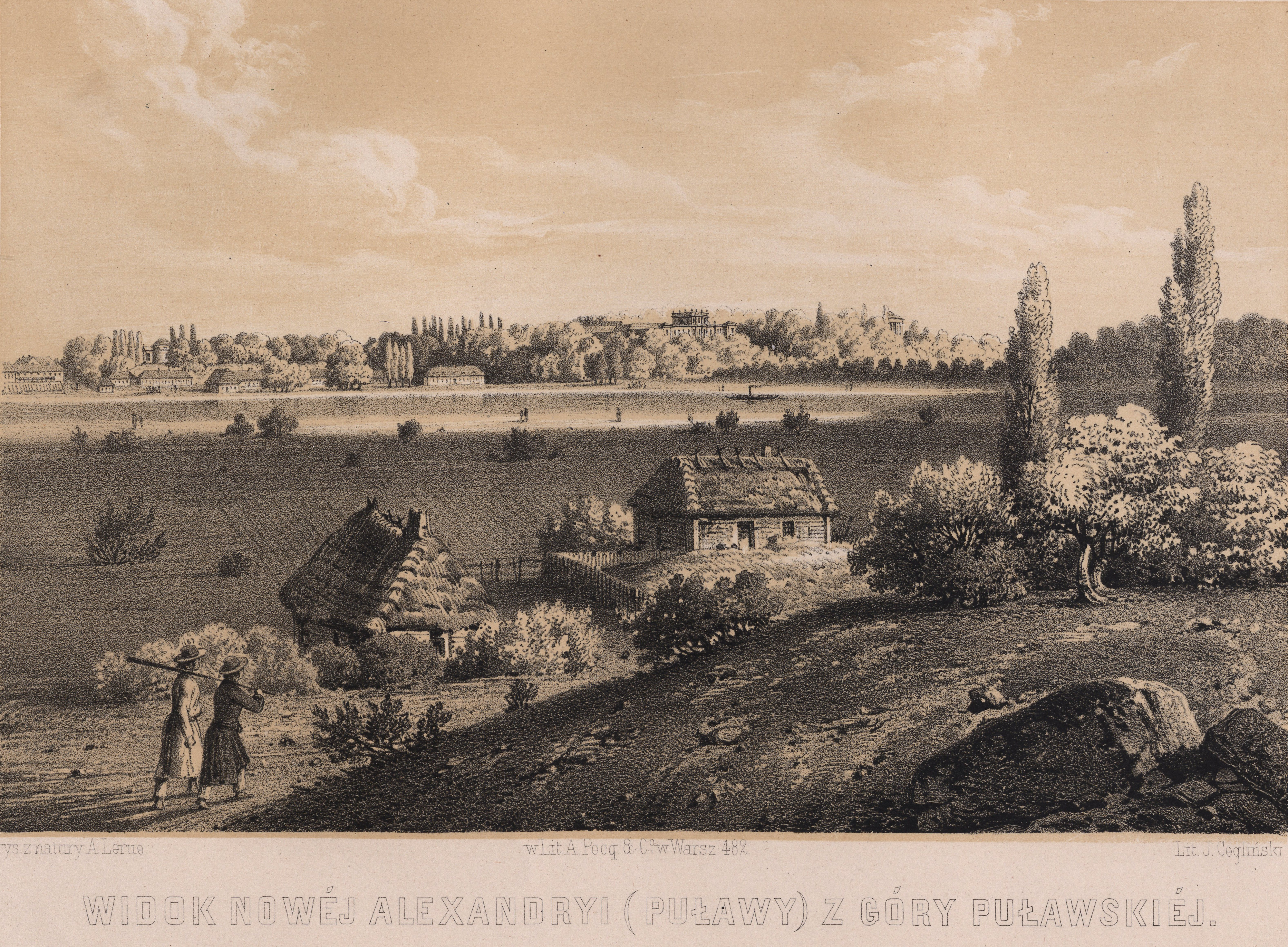
Puławy na litografia de Adam Lerue (ca. 1858)

### História do nome
A vila de Pollawy foi mencionada pela primeira vez em 1489.
- Em 1552 descrita como Pulławi
- Em 1563, foi registrada como Pułławi
- Em 1580 Pulawi[8]
- Em 1603, já era Puławy

Nos séculos XVII e XVIII, o nome “Puławy” era amplamente utilizado. Na segunda metade do século XVIII e no início do século XIX, Pulawy tornou-se um importante centro cultural, tendo como foco a mansão Czartoryski. Após a derrota no Levante de Novembro, a vila foi confiscada pelas autoridades czaristas e, em 1846, recebeu um novo nome − Nowa Aleksandria. Essa forma passou por outras mudanças:
- Em 1887, Nowa Aleksandrya
- Em 1899, Nowo-Aleksandrya[8]

Em 1906, a vila recebeu o título de cidade e, em 2 de maio de 1916, o nome original foi restaurado, que ainda hoje é válido.

### Opalińskis, Lubomirskis e Czartoryskis
A vila dos nobres estava localizada na segunda metade do século XVI no condado de Lublin da voivodia de Lublin.
Em 1662, a aldeia e a fazenda senhorial faziam parte da propriedade de Łukasz Opaliński em Końskowola. A partir da segunda metade do século XVII, Puławy foi propriedade da família Lubomirski. O Grande Marechal da Coroa, Stanisław Herakliusz Lubomirski, construiu sua residência de verão aqui nos anos 1676–1679. Em 1687, sua filha Elżbieta trouxe Puławy como dote para seu casamento com Adam Mikołaj Sieniawski, mais tarde o Grande Hetman da Coroa. Sua simpatia por Augusto II, o Forte, trouxe destruição a Puławy em 1706 durante o chamado “Segundo Dilúvio sueco”.

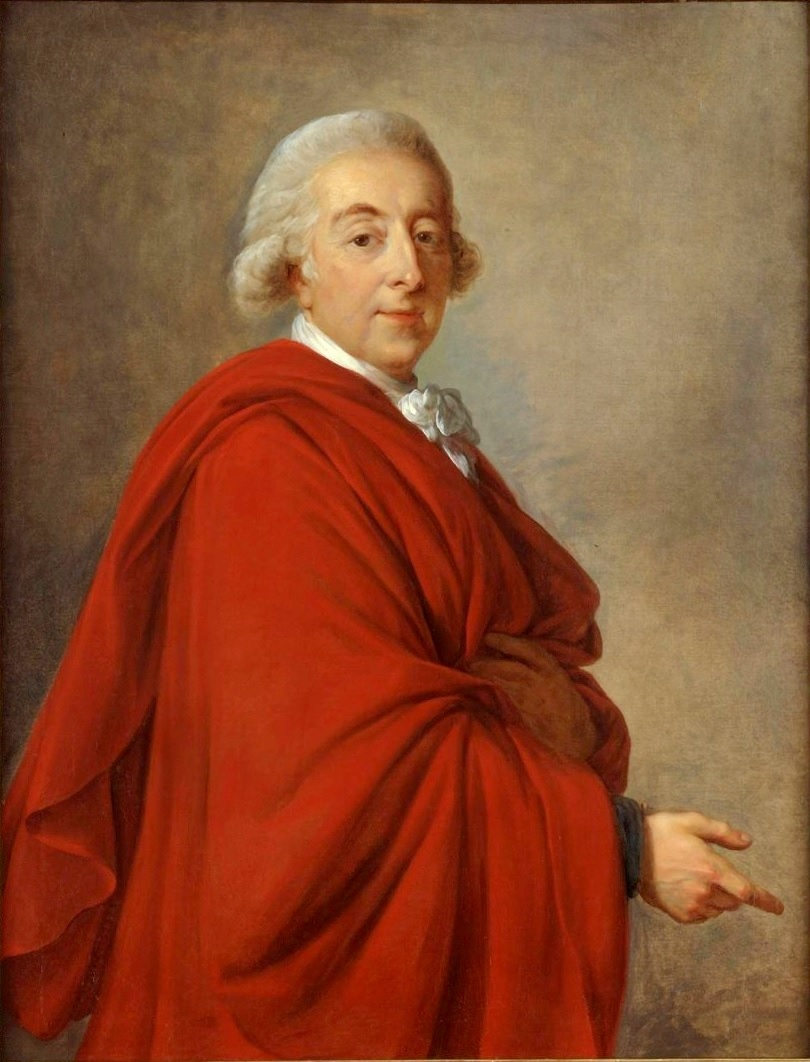
Adam Kazimierz Czartoryski

Em 1731, a filha de Sieniawski, Maria Zofia, casou-se com Aleksander August Czartoryski, voivoda da Rutênia. A partir desse momento, Puławy tornou-se propriedade da Familia, como era então chamada a família Czartoryski, durante 100 anos. Naquela época, a cidade viveu sua idade de ouro. Em 1761, o filho de August, Adam Kazimierz, casou-se com Izabela Flemming, a única herdeira da propriedade depois do grande tesoureiro lituano Jan Jerzy Flemming. Em 1784, após a morte de August, Adam e Izabela mudaram-se para Puławy. Nos anos seguintes, aqui se estabeleceu um centro de vida cultural e política, concorrente da capital. A cidade ganhou o apelido de “Atenas polonesa”. Quase todos os representantes conhecidos da época permaneceram na corte de Puławy: Grzegorz Piramowicz, Franciszek Dionizy Kniaźnin, Julian Ursyn Niemcewicz, Adam Naruszewicz, Jan Paweł Woronicz, Franciszek Karpiński, Franciszek Zabłocki, Jan Piotr Norblin, Marcello Bacciarelli e Kazimierz Wojnakowski. O período de partições trouxe mais destruição para Puławy. Em retaliação ao apoio dado a Tadeusz Kościuszko pela família Czartoryski em 1794, o exército russo destruiu a residência Puławy e saqueou as aldeias vizinhas.

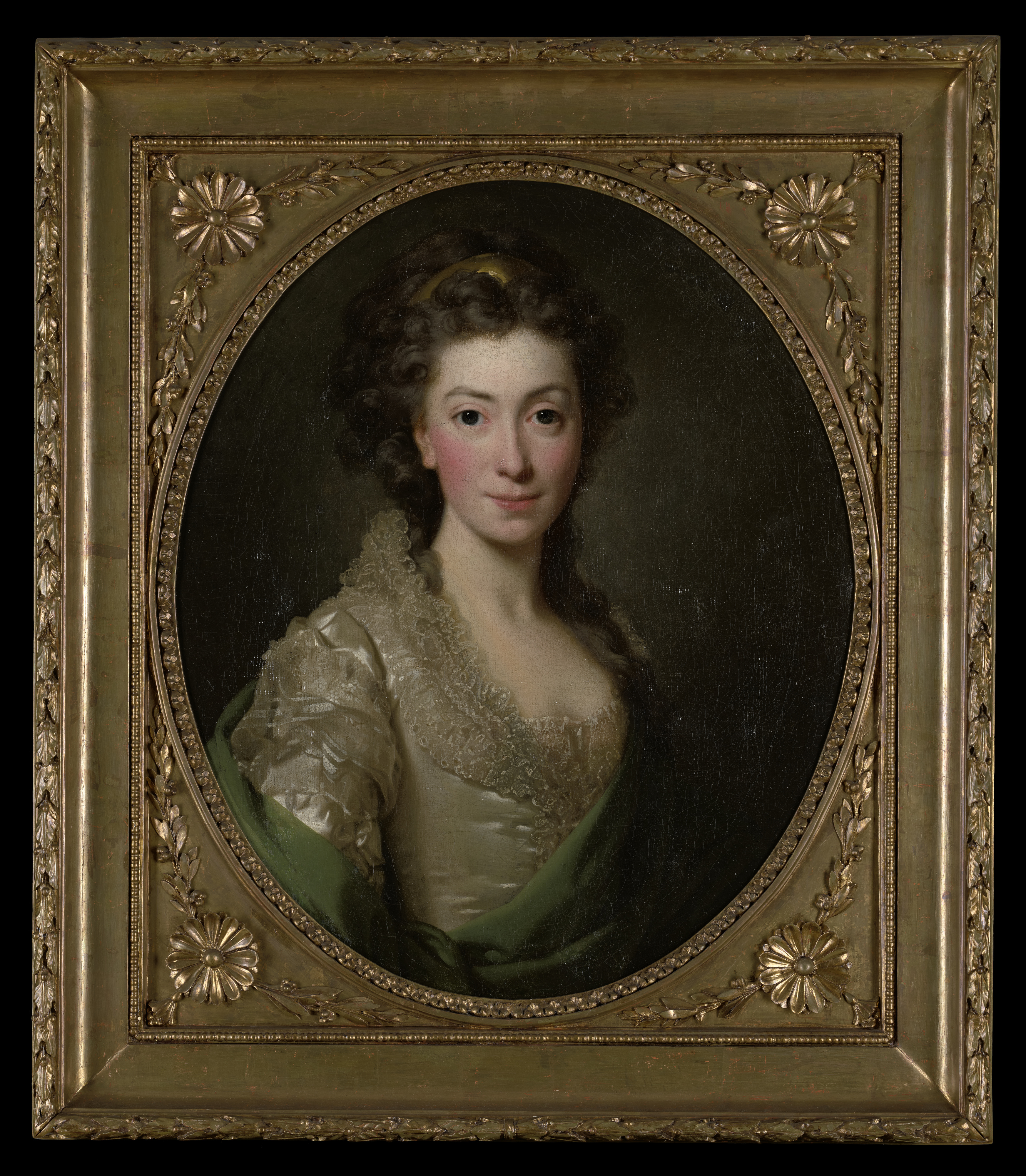
Izabela Czartoryska nascida Flemming

A reconstrução foi iniciada em 1796 pela duquesa Izabela. Ela usou o talento do arquiteto Piotr Aigner, reconstruindo não apenas a residência, mas também erguendo vários edifícios de jardim no parque adjacente ao palácio. A natureza romântica do parque foi enfatizada por, entre outros, a presença de um eremita em tempo integral morando na gruta e contratado por Izabela Czartoryska. Em um dos edifícios do jardim, no Templo da Sibila, em 1801, a duquesa fundou o primeiro museu da Polônia, coletando memorabilia nacional. Em 1816, a duquesa Maria Wirtemberska, irmã do príncipe Adam Jerzy Czartoryski, escreveu o romance Malwina, ou o defeito do coração, considerado o primeiro romance psicológico e moral polonês com linhas autobiográficas em Puławy.
Em 1828, o engenheiro militar polonês, general Ignacy Prądzyński, propôs ao comando erguer fortificações protegendo as travessias do rio Vístula em Puławy. Posteriormente, as fortificações foram construídas, mas em Dęblin. A idade de ouro de Puławy terminou com o Levante de Novembro. Aqui, o coronel Juliusz Małachowski efetuou um ousado ataque ao quartel russo e, em 2 de março de 1831, os insurgentes venceram a Batalha de Puławy.
Após a queda do levante, os Czartoryskis foram forçados a emigrar e suas propriedades foram confiscadas. Puławy tornou-se uma cidade provinciana tranquila. Em 1842, a fim de apagar os vestígios do polonês, as autoridades russas renomearam Puławy para Nowa Aleksandria. O desenvolvimento de instituições científicas e educacionais foi iniciado. Foram instituídos: em 1844, o Instituto de Educação de Senhoras; em 1862, o Instituto Politécnico e Agrícola e Florestal. As aulas na universidade duraram apenas três meses, pois após a eclosão da Revolta de Janeiro, as autoridades russas fecharam a instituição. No curto período de sua atividade didática, o instituto tornou-se um centro de conspiração patriótica da juventude polonesa, e muitos de seus alunos (entre eles Adam Chmielowski, mais tarde conhecido como Frei Alberto, e Maksymilian Gierymski) ingressaram no grupo insurgente de Leon Frankowski. Em 1869, no mesmo local, foi criado o Instituto de Agricultura Rural e Silvicultura.

### Século XX
Em abril de 1905, por iniciativa da Social-democracia do Reino da Polônia e Lituânia em Puławy, houve uma tentativa frustrada de uma revolta armada de soldados e camponeses locais contra as autoridades czaristas. Em 1906, Puławy recebeu os direitos de cidade. Em 1915, as tropas russas e depois austríacas deixaram a cidade. Durante a Primeira Guerra Mundial, Puławy sofreu danos significativos.
Em agosto de 1920, quando o exército polonês estava envolvido em combates pesados perto de Varsóvia, Józef Piłsudski estava recebendo o desfile das tropas em Puławy. No período entre guerras, a indústria começou a se desenvolver e, além do antigo Instituto Agrícola, foi criado o Instituto Estatal de Pesquisa em Economia Agrícola. A cidade era etnicamente diversa, com poloneses, judeus e russos vivendo aqui, bem como seguidores do cristianismo, ortodoxia e judaísmo. O desenvolvimento da cidade foi interrompido pela eclosão da Segunda Guerra Mundial, na qual um terço dos habitantes morreu.
Em 1944, Puławy foi capturada pelo 8.º Exército de Guardas e pelo 2.º Exército Blindado do Exército Vermelho e pelos soldados do Exército da Pátria que colaboravam com ele. Em 24 de abril de 1945, um agrupamento da Associação Liberdade e Independência sob o comando de Marian Bernaciak pseudônimo “Orlik” destruiu o escritório local de segurança pública do condado. As vítimas da Segunda Guerra Mundial são homenageadas pelo Monumento aos Caídos e Assassinados de Adam Procki, inaugurado em 1963 no cemitério de guerra.
A história do pós-guerra foi dominada pela decisão de construir a fábrica química Zakłady Azotowe, tomada pelas autoridades polonesas em 1960. Após essa data, houve um aumento significativo da população, e o caráter da cidade também mudou. De uma pequena cidade, Puławy tornou-se uma cidade industrial.
A área da cidade foi ampliada várias vezes. Já em 1906, as aldeias vizinhas de Mokradki e Puławska Wieś foram incluídas nela. Em 17 de novembro de 1933, as aldeias de Włostowice e Wólka Profecka foram adicionadas a ela da comuna de Końskowola, bem como a estação ferroviária de Puławy, parte da terra da aldeia de Rudy e parte da floresta de Ruda Czechowska. Em 1 de janeiro de 1951, Puławy foi incorporada à comuna de Końskowola: a floresta estatal Ruda Czechowska, a fazenda Michałówka e a floresta do instituto Ruda Las. Em 31 de dezembro de 1964, a área da cidade foi ampliada às custas da gromada de Gołąb, da qual foram anexados 880 hectares de florestas estatais, e às custas da gromada de Końskowola, da qual foram transferidos 96 hectares − parte da aldeia de Rudy.
Nos anos de 1975–1998, Puławy pertenceu administrativamente à então voivodia de Lublin.

## Monumentos históricos
A turbulenta história de Puławy deixou para trás numerosos monumentos. Na verdade, todos eles estão localizados no complexo do palácio e do parque, localizado próximo à escarpa do rio Vístula.

### Parques

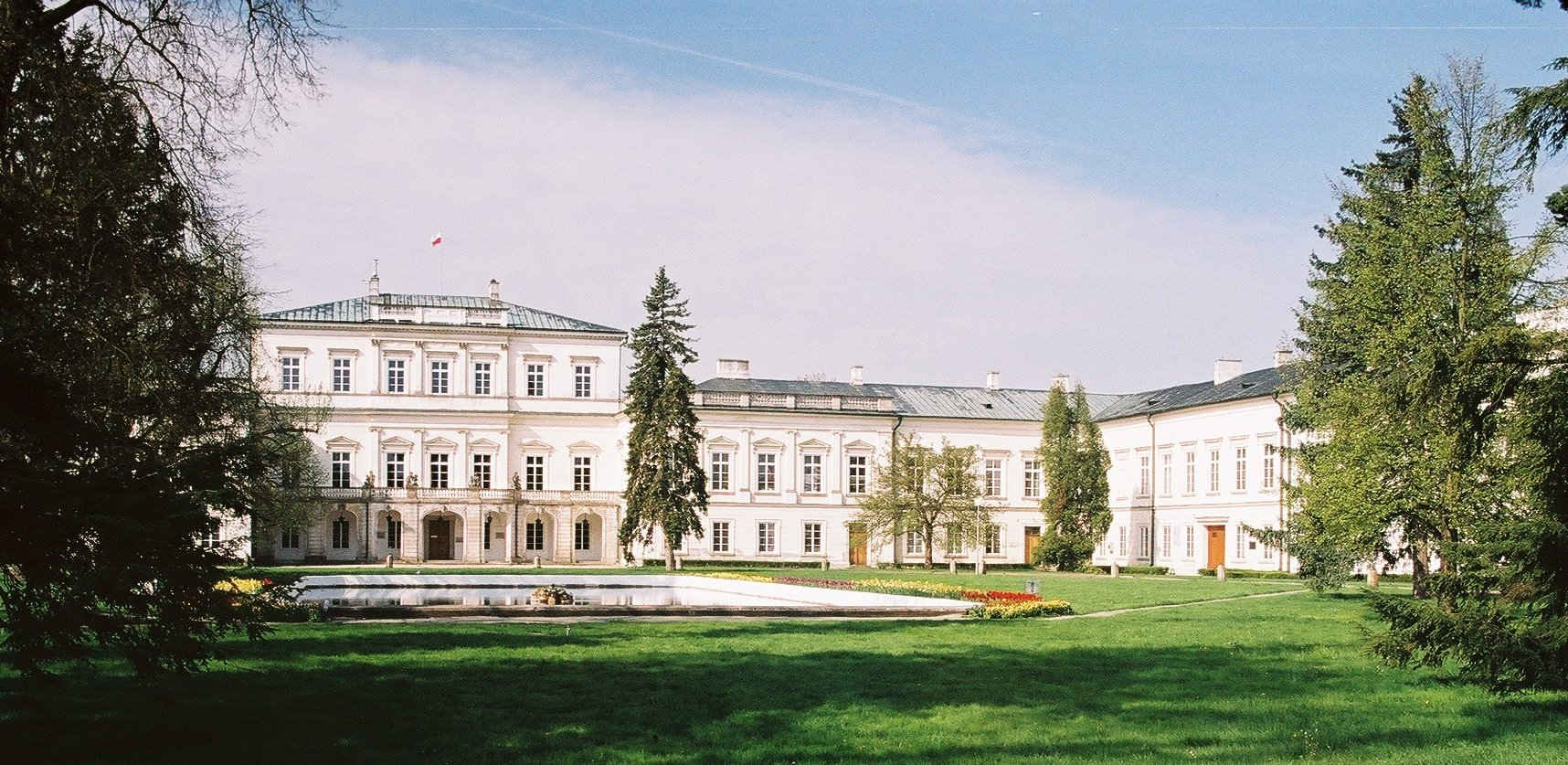
Palácio Czartoryski do lado do pátio

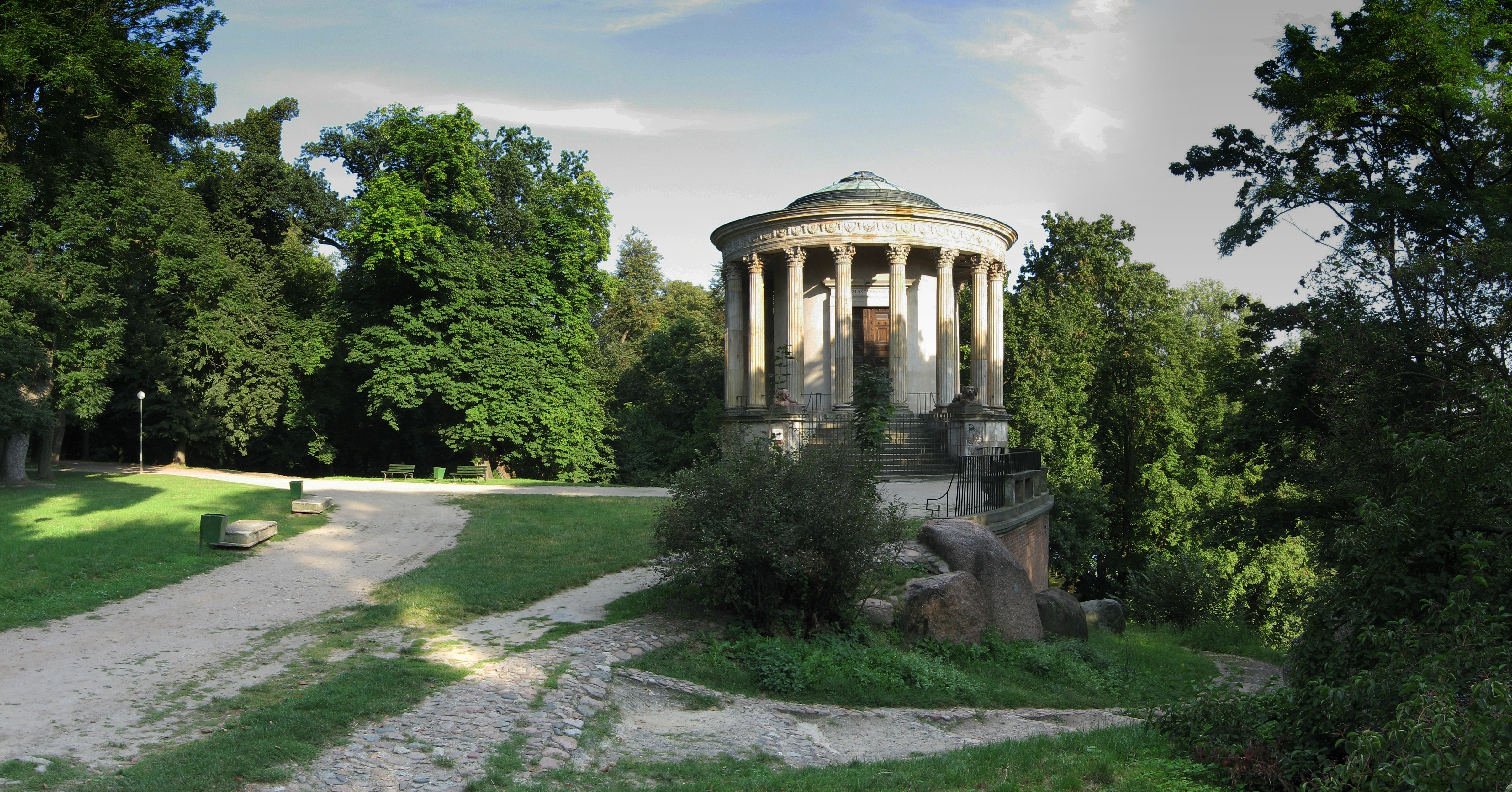
O Templo da Sibila, construído no modelo do antigo Templo de Vesta em Tivoli perto de Roma

Casa Gótica no Parque Czartoryski

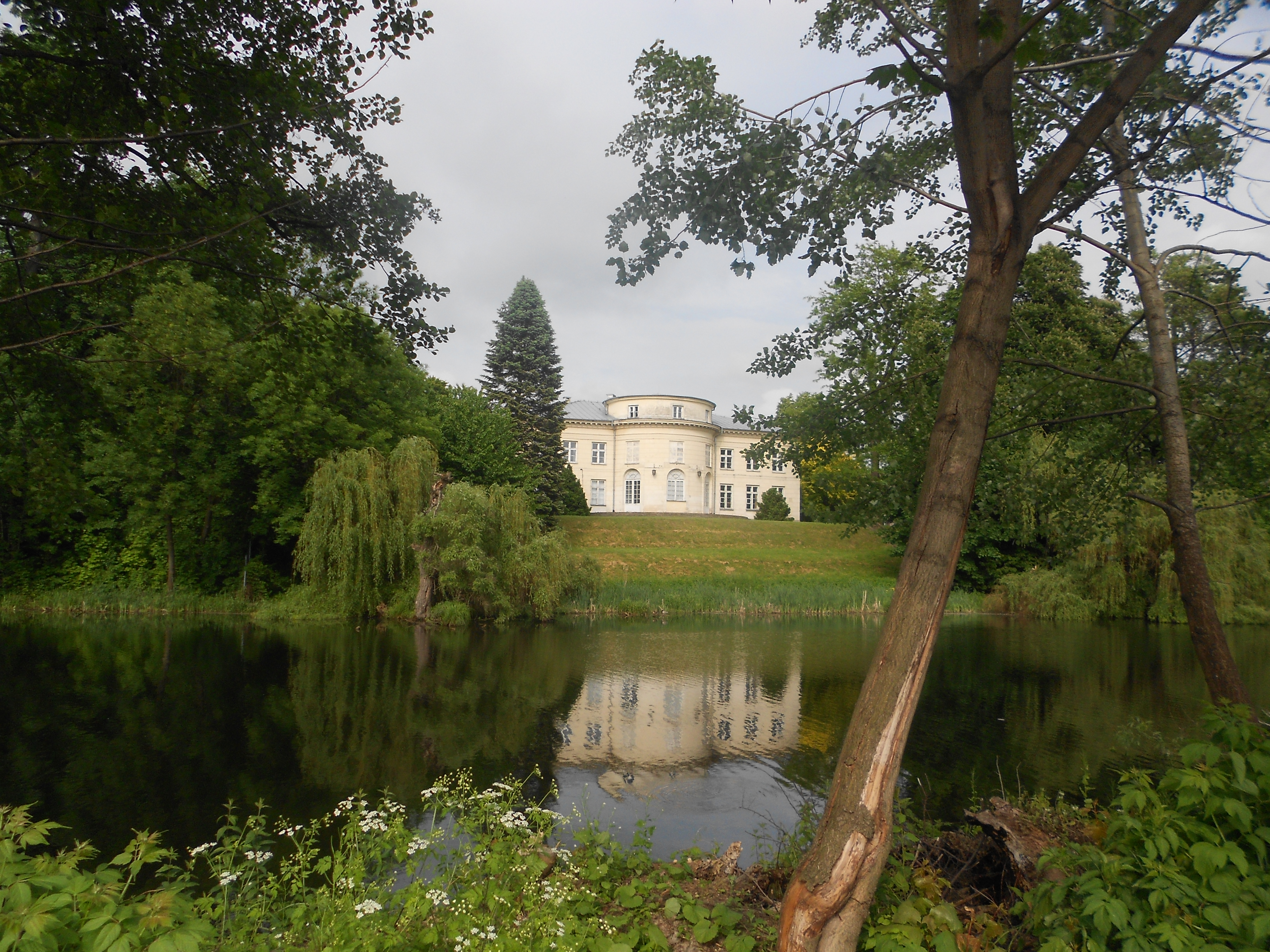
Palácio Marynki (1790-94) construído para Maria Wirtemberska

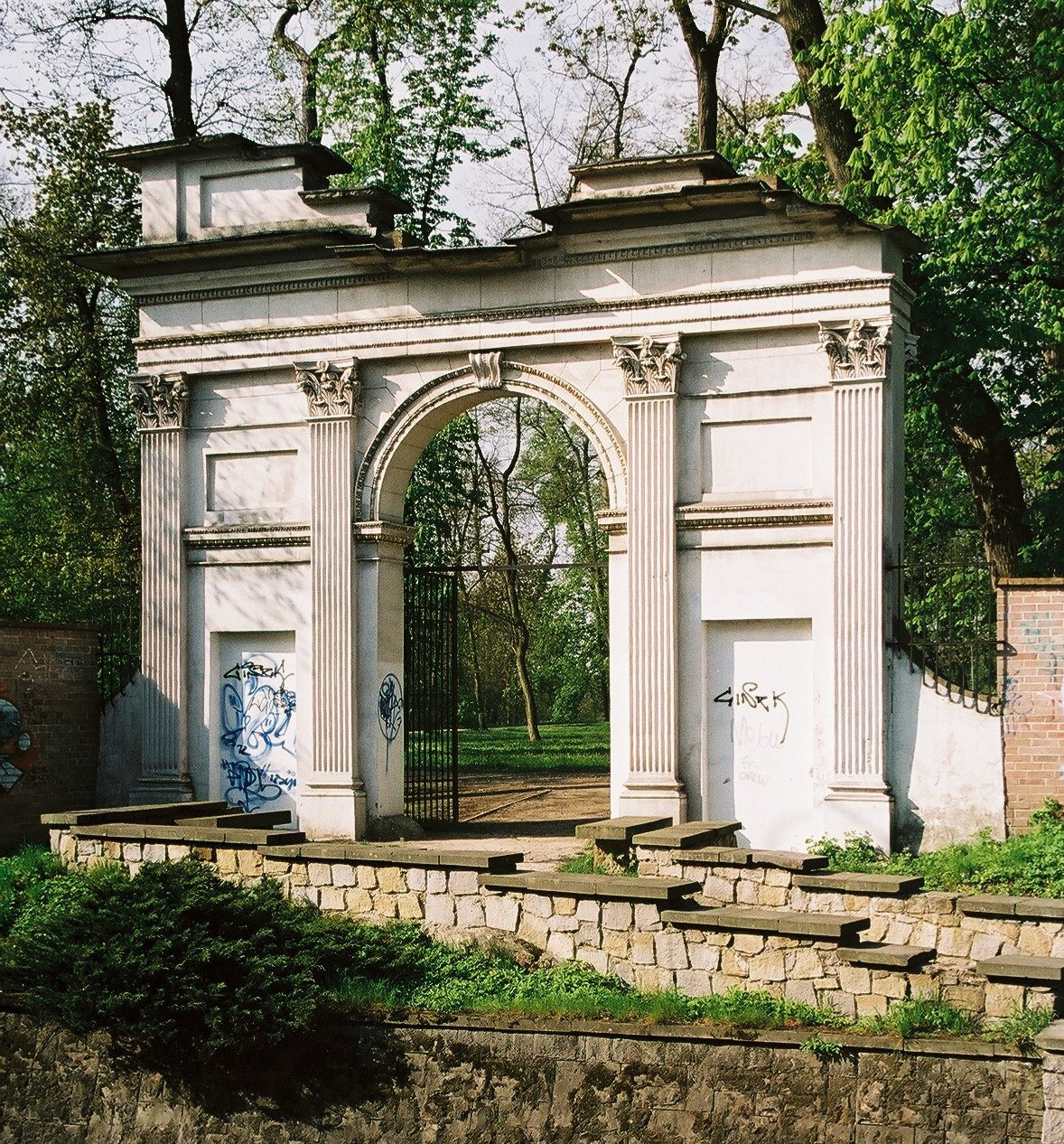
Portão romano no palácio e complexo do parque

O mais impressionante é o Palácio Czartoryski, originalmente erguido pelos Lubomirskis conforme o projeto barroco de Tylman van Gameren nos anos 1676–1679. Até hoje, o andar térreo do Vístula Łacha e o salão no andar térreo atrás da entrada principal permaneceram daquele edifício. Incendiado em 1706 pelos suecos, o palácio foi reconstruído nos anos 1722–1736 pelas famílias Sieniawski e Czartoryski, segundo o projeto rococó de Jan Zygmunt Deybel. Finalmente, nos anos 1785–1810, o palácio foi reconstruído em estilo classicista pela família Czartoryski, projetado por Chrystian Piotr Aigner. Os interiores da parte histórica central do palácio foram abertos ao público em 2005. O Palácio Czartoryski é a sede do Instituto de Cultivo, Fertilização e Ciência do Solo − o Instituto Nacional de Pesquisas.
O palácio está rodeado por um parque paisagístico com uma área de 30 hectares. Foi originalmente fundado pelos Lubomirskis como um parque regular e, desde então, acompanhou as mudanças no estilo da residência Puławy. Nos anos 1731–1736, assumiu o estilo francês. Nos anos de 1798 a 1806, a duquesa Izabela o transformou em um jardim romântico no estilo inglês, colocando nele uma série de edifícios e esculturas de jardim. Neste estado, o parque sobreviveu até hoje, atualmente toda a área do parque e assentamento do palácio é chamada de Complexo Residencial Duquesa Czartoryski.
O edifício mais interessante do parque é o Templo da Sibila (antigo Templo da Memória), construído em 1798–1801, projetado por Aigner e inspirado no antigo templo de Vesta em Tivoli, perto de Roma. Em 1801, Izabela Czartoryska fundou aqui o primeiro museu da Polônia, para estimular o patriotismo na Polônia ocupada.
Perto do Templo da Sibila fica a Casa Gótica, construída em 1800–1809, também consoante o projeto de Aigner, inaugurada por ocasião da estada de Józef Antoni Poniatowski em Puławy. Atualmente é a sede do Museu Regional da Sociedade Polonesa de Turismo (PTTK). Ao lado da Casa Gótica existe uma cópia da escultura Tancredo e Clorinda. A lista de monumentos do parque é complementada por:
- Igreja da Assunção da Bem-Aventurada Virgem Maria, erguida nos anos 1800–1803 segundo o modelo do Panteão romano, desde 1919 é igreja paroquial,
- Palácio Marynka, construído em 1790–1794 para Maria Wirtemberska, filha de Izabela e Adam Kazimierz Czartoryski,
- Portão romano construído em 1829 como uma ruína permanente, modelado no Arco de Tito em Roma,
- Casa Grega, construída em 1778–1791, outrora uma orangerie, agora uma biblioteca municipal,
- Casa Amarela do início do século XIX, também chamada de Casa Alexandrina, porque o czar Alexandre II morou lá durante sua estada em Puławy,
- Gazebo chinês de meados do século XVIII,
- Sarcófago de mármore feito em Roma, enviado para Puławy em 1799 por Adam Jerzy Czartoryski,
- Escultura representando Tancredo e Clorinda, os personagens principais do poema épico do século XVI de Torquato Tasso Jerusalém Libertada, feita por volta de 1790 por Francesco Lazzarini, encomendado por Stanisław August Poniatowski.

### Cidade
- Prédio da antiga prefeitura
- Edifício do escritório do condado
- Antiga igreja da Santíssima Trindade (atual igreja de Nossa Senhora do Rosário)
- Pousada “Pod Pielgrzymem”
- Igreja católica de São José

## Clima
Conforme a classificação climática de Köppen-Geiger, Puławy situa-se na zona Cfb − clima temperado oceânico. Na cidade de Puławy, a temperatura média anual é de 9,2° C. Nesta área, a precipitação média anual é de 711 mm. Está localizada no Hemisfério Norte. Os meses de verão são: junho, julho, agosto, setembro. O mês mais seco é fevereiro, com 43 mm de precipitação. O mês mais quente do ano é julho, com temperatura média de 20,2 °C. A temperatura média mais baixa do ano ocorre em janeiro e é de aproximadamente -2,2 °C.
A diferença de precipitação entre o mês mais seco e o mais úmido é de 47 mm. A variação de temperatura durante o ano é de 22,3 °C. O mês com a maior umidade relativa é novembro (84%). O mês com a menor umidade relativa é junho (66%). O mês com o maior número de dias de chuva é julho (10 dias). O mês com o menor número é outubro (7 dias).
| Dados climatológicos para Puławy | Dados climatológicos para Puławy | Dados climatológicos para Puławy | Dados climatológicos para Puławy | Dados climatológicos para Puławy | Dados climatológicos para Puławy | Dados climatológicos para Puławy | Dados climatológicos para Puławy | Dados climatológicos para Puławy | Dados climatológicos para Puławy | Dados climatológicos para Puławy | Dados climatológicos para Puławy | Dados climatológicos para Puławy | Dados climatológicos para Puławy |
| Mês | Jan                              | Fev                              | Mar                              | Abr                              | Mai                              | Jun                              | Jul                              | Ago                              | Set                              | Out                              | Nov                              | Dez                              | Ano                              |
| --- | -------------------------------- | -------------------------------- | -------------------------------- | -------------------------------- | -------------------------------- | -------------------------------- | -------------------------------- | -------------------------------- | -------------------------------- | -------------------------------- | -------------------------------- | -------------------------------- | -------------------------------- |
| Temperatura máxima média (°C) | 0,1                              | 2,0                              | 7,0                              | 14,0                             | 19,0                             | 22,2                             | 24,3                             | 23,8                             | 18,6                             | 12,6                             | 7,0                              | 2,2                              | 12,7                             |
| Temperatura média (°C) | −2,2                             | −1,0                             | 3,1                              | 9,4                              | 14,7                             | 18,1                             | 20,2                             | 19,5                             | 14,7                             | 9,3                              | 4,7                              | 0,2                              | 9,2                              |
| Temperatura mínima média (°C) | −4,7                             | −4,0                             | −0,9                             | 4,4                              | 9,8                              | 13,3                             | 15,7                             | 15,1                             | 10,8                             | 6,2                              | 2,5                              | −1,8                             | 5,5                              |
| Precipitação (mm) | 47                               | 43                               | 50                               | 54                               | 74                               | 74                               | 90                               | 68                               | 66                               | 50                               | 47                               | 48                               | 711                              |
| Dias com chuva | 8                                | 8                                | 9                                | 8                                | 9                                | 9                                | 10                               | 7                                | 8                                | 7                                | 8                                | 8                                | 99                               |
| Umidade relativa (%) | 83                               | 81                               | 74                               | 66                               | 66                               | 66                               | 68                               | 68                               | 73                               | 78                               | 84                               | 83                               | 74,2                             |
| Insolação (h) | 2,5                              | 3,3                              | 5,5                              | 8,7                              | 10,2                             | 11,1                             | 11,1                             | 10,3                             | 7,2                              | 5,1                              | 3,3                              | 2,3                              | 80,6                             |
| Fonte: Climate-Data.org Dados: 1991−2021: temperatura mínima (°C), temperatura máxima (°C), precipitação (mm), umidade, dias chuvosos. Dados: 1999−2019: horas de sol |                                  |                                  |                                  |                                  |                                  |                                  |                                  |                                  |                                  |                                  |                                  |                                  |                                  |

## Demografia
Conforme os dados do Escritório Central de Estatística da Polônia (GUS) de 31 de dezembro de 2022, Puławy é uma cidade pequena com uma população de 44 397 habitantes (5.º lugar na voivodia de Lublin e 94.º na Polônia), tem uma área de 50,5 km² (2.º lugar na voivodia de Lublin e 82.º lugar na Polônia) e uma densidade populacional de 879 hab./km² (12.º lugar na voivodia de Lublin e 378.º lugar na Polônia). Nos anos 2002–2021, o número de habitantes diminuiu 8,0%.
Os habitantes de Puławy constituem cerca de 39,93% da população do condado de Puławy, constituindo 2,19% da população da voivodia de Lublin.
| Descrição                         | Total      | Total    | Mulheres   | Mulheres | Homens     | Homens   |
| --------------------------------- | ---------- | -------- | ---------- | -------- | ---------- | -------- |
| unidade                           | habitantes | %        | habitantes | %        | habitantes | %        |
| população                         | 44 397     | 100      | 23 942     | 53,9     | 20 455     | 46,1     |
| superfície                        | 50,5 km²   | 50,5 km² | 50,5 km²   | 50,5 km² | 50,5 km²   | 50,5 km² |
| densidade populacional (hab./km²) | 879        | 879      | 473,8      | 473,8    | 405,2      | 405,2    |

Pulawy registrou sua maior população em 1993, com 54 654 habitantes, segundo o Escritório Central de Estatística (GUS).

## Ciências

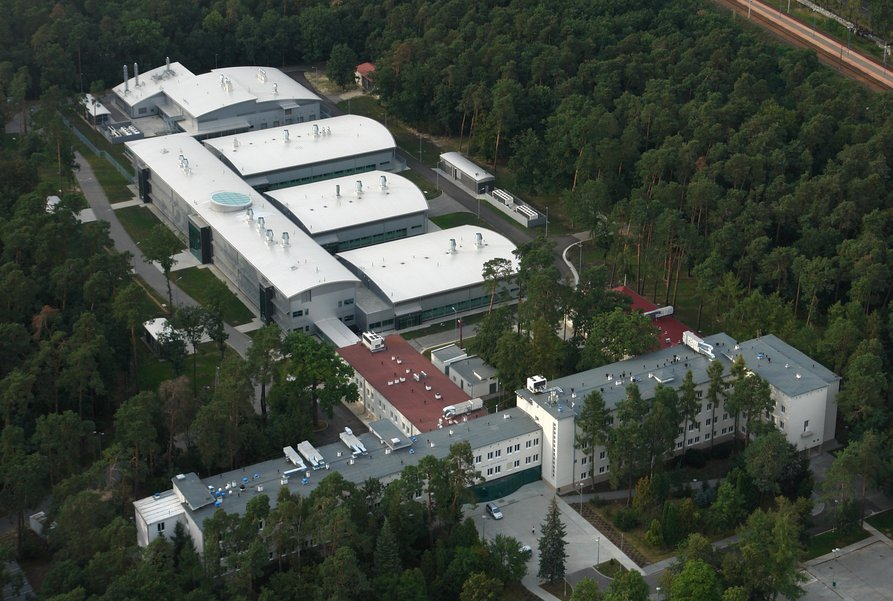
Instituto Nacional de Veterinária — Instituto Nacional de Pesquisa

A partir de meados do século XIX, as instituições científicas foram fundadas em Puławy. Atualmente sua lista é a seguinte:
- Instituto de Ciência do Solo e Cultivo de Plantas foi fundado em 1950 para substituir o Instituto Nacional de Pesquisa de Fazenda Agrícola, que operava em Puławy desde 1917. O IUNiG realiza pesquisas sobre cultivo de plantas, fertilização, proteção do solo e produtividade.
- Instituto Nacional de Veterinária — Instituto Nacional de Pesquisa (PIWet-PIB) criado em 1945. Realiza pesquisa na área da medicina veterinária com particular ênfase no diagnóstico e prevenção de doenças infecciosas, incluindo zoonoses, bem como higiene e toxicologia dos alimentos de origem animal. Desde 2003, o Instituto Nacional de Pesquisa.
- Centro de Diagnóstico e Combate às Ameaças Biológicas do Instituto Militar de Higiene e Epidemiologia
- Instituto de Novas Sínteses Químicas (anteriormente conhecido como Instituto de Pesquisa de Fertilizantes), mudou-se de Tarnów em 1968, apoia a operação da indústria química com sua pesquisa e recentemente também lançou atividades no campo de processamento do lúpulo em extrato de lúpulo.

Ramos:
- Instituto de Pomologia e Floricultura em Skierniewice − Ramo de apicultura em Puławy
- Ramo do Departamento Experimental “TECHPAN” do Instituto de Pesquisa Tecnológica Fundamental da Academia polonesa de Ciências nos anos 1973–1992.[30]

Desde 1993, Zakład Doświadczalny Echo-Son SA (45% de propriedade da IPPT PAN, 55% de funcionários da TECHPAN). Atualmente, a Echo-Son está envolvida na construção de sofisticados equipamentos de ultrassom (USG).
- Instituto Nacional de Cultura e Patrimônio Rural (NIKiDW) − filial em Puławy criada pelo Regulamento n.º 76/2019 de 17 de outubro de 2019 do Ministro da Agricultura e Desenvolvimento Rural.

Em 2008, os institutos científicos e de pesquisa de Puławy, a Prefeitura de Puławy e a Universidade de Tecnologia e Humanidades Casimir Pulaski em Radom tomaram a iniciativa de criar o Parque de Ciência e Tecnologia Puławy no distrito de Puławy em Azoty. Como resultado das ações realizadas, está sendo criada uma base científica e didática moderna, cujo custo de construção será de 79 milhões de PLN. O complexo incluirá, entre outros, 4 faculdades na Universidade de Tecnologia e Humanidades Casimir Pulaski em Radom, onde serão realizados estudos em tempo integral. Em última análise, uma ideia de criar faculdades na Universidade não foi integrada. Em 2013, foi assinado um acordo entre a Universidade Maria Curie Skłodowska e Zakłady Azotowe sobre a criação de uma unidade universitária com a organização do campo de estudo de Química Técnica e cooperação científica entre a universidade e as instituições científicas. Em outubro de 2014, os primeiros alunos da Faculdade Campus da UMCS em Puławy iniciaram seus estudos.

## Educação

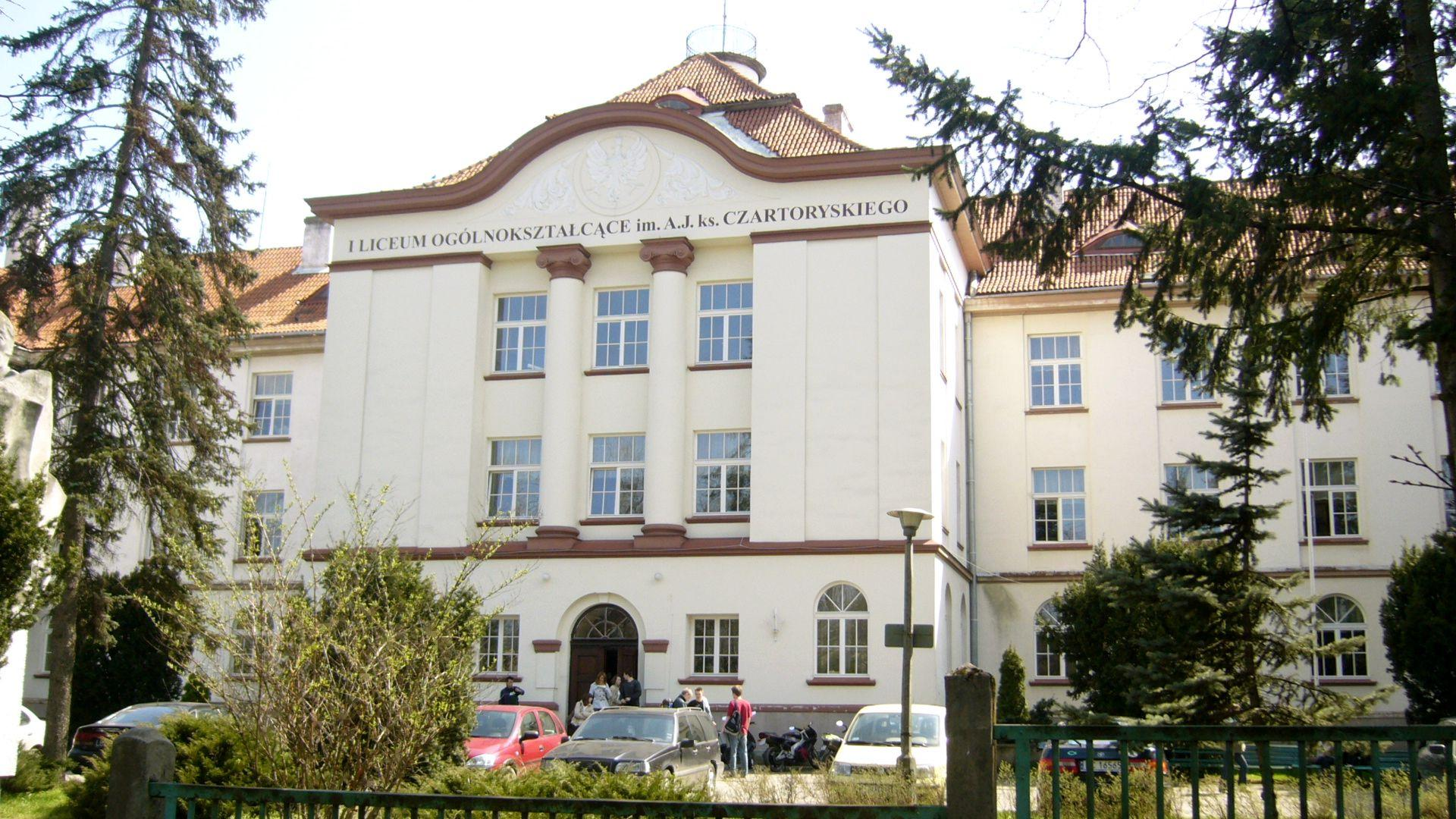
Escola de Ensino médio Adam Jerzy Czartoryski

Puławy tem 8 escolas primárias, 7 escolas secundárias, 8 complexos escolares, uma escola primária de música, Faculdade Profissional de Medicina e 5 escolas especiais. Além disso, os estudos de idiomas são conduzidos em Puławy no Colégio de Formação de Professores de Língua Estrangeira. Os estudos de doutorado são realizados, entre outros, no Instituto Nacional de Veterinária, no Instituto de Ciência e Cultivo do Solo, etc.
Em 2014, a Universidade Maria Curie-Skłodowska em Lublin inaugurou a Faculdade da Universidade Maria Curie Skłodowska em Puławy, no local da Universidade Puławy de Ciências Aplicadas, que existiu nos anos 1997-2014, e oferece educação em período integral e meio período nas seguintes áreas:
- Administração pública
- Química técnica
- Fisioterapia (juntamente com a Universidade Médica de Lublin)
- Educação física

A liquidação da faculdade está prevista para 2025 e o Museu de Pesquisa Polar mudará em breve para o prédio ocupado pela universidade.

## Comunidades religiosas

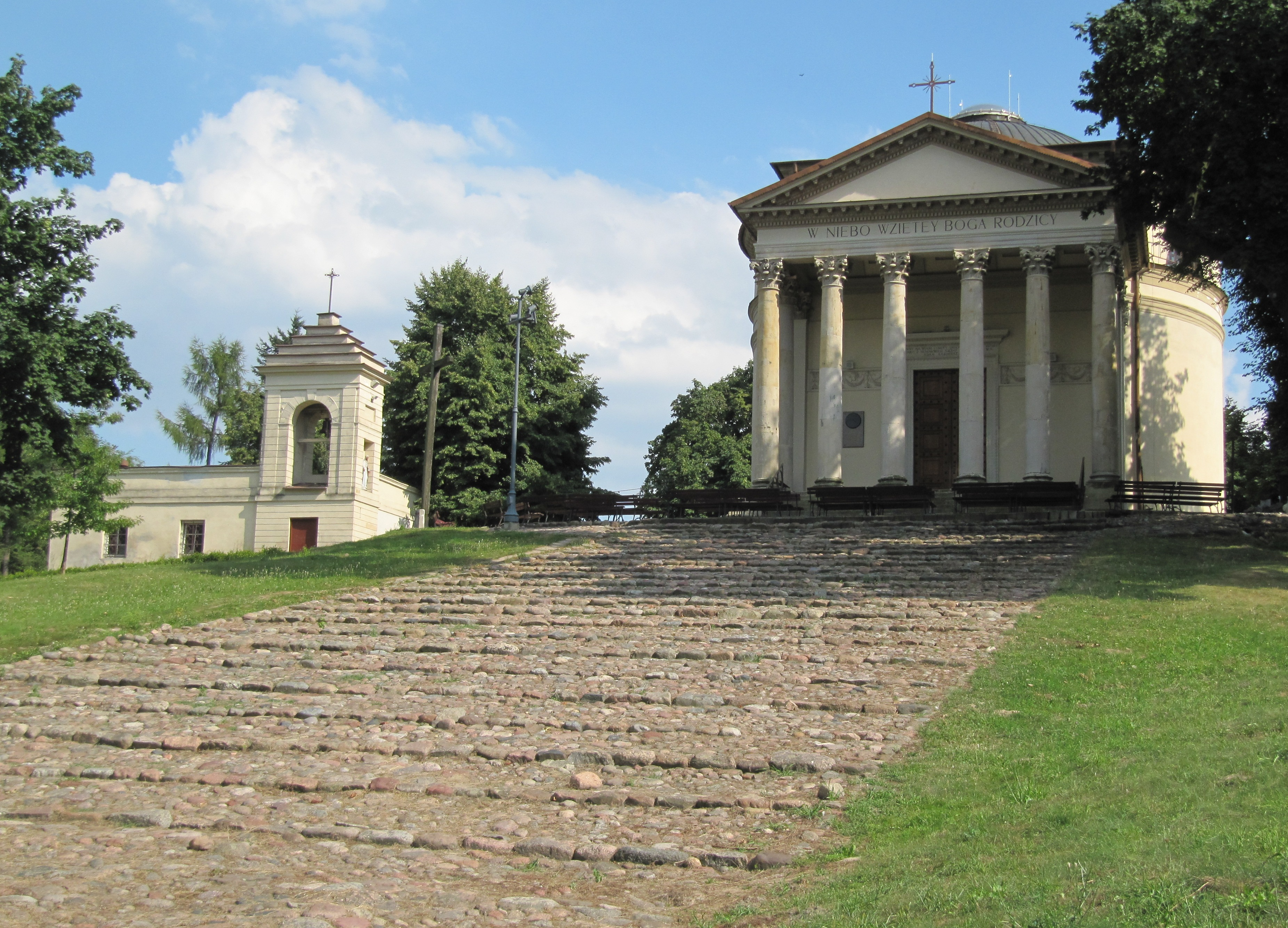
Complexo da capela do palácio, atualmente a igreja da Assunção da Bem-Aventurada Virgem Maria no palácio e complexo do parque

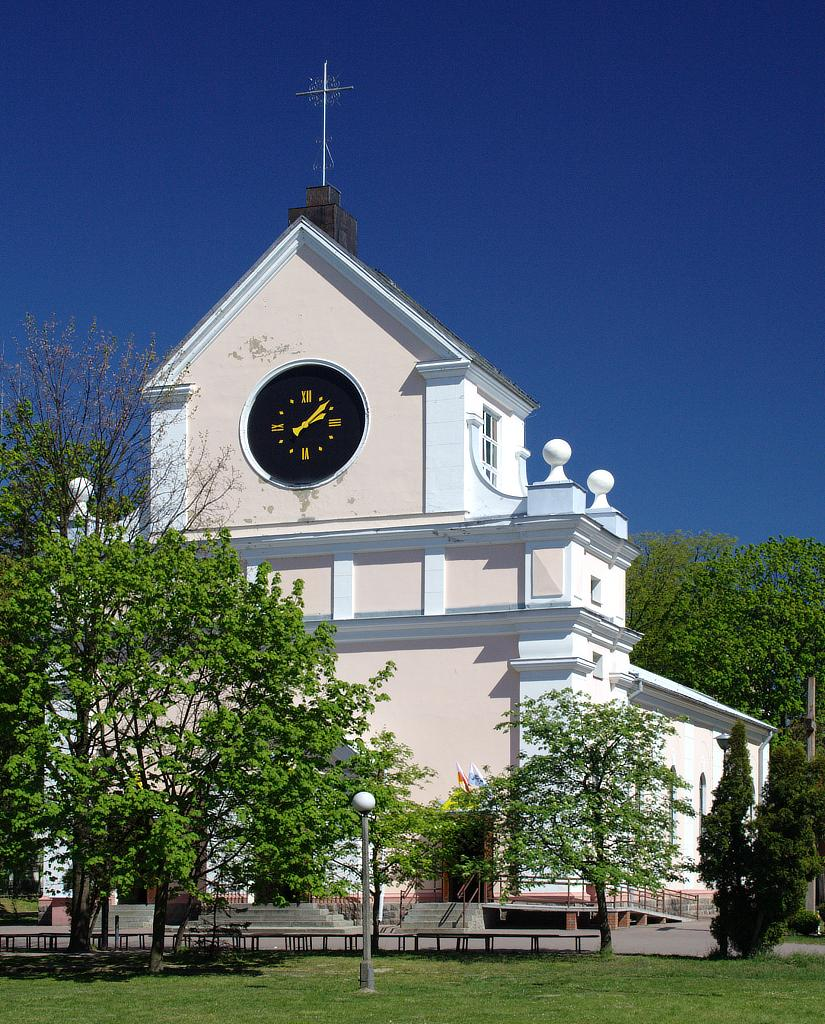
Igreja paroquial de Nossa Senhora do Rosário (antiga igreja de guarnição)

As seguintes igrejas e associações religiosas realizam atividades em Puławy:
- Associação Budista Via Diamante da linhagem Karma Kagyu:
  - Grupo de meditação em Puławy[33][34]
- Igreja Adventista do Sétimo Dia na Polônia:
  - Igreja em Puławy[35]
- Igreja Batista na Polônia:
  - Igreja em Puławy[36]
- Igreja dos Cristãos de Fé Evangélica na Polônia:
  - Igreja em Puławy[37]
- Igreja Evangélica-Metodista na Polônia:
  - Paróquia Evangélico-Metodista em Puławy[38][39]
- Igreja Greco-Católica:
  - No centro pastoral de Puławy, os serviços são realizados na capela da paróquia católica romana de Nossa Senhora do Rosário.[40]
- Igreja Católica de Rito Latino (forania de Puławy):[41]
  - Paróquia de Nossa Senhora do Rosário
  - Paróquia da Divina Misericórdia
  - Paróquia de Santo Albert Chmielowski
  - Paróquia de São José
  - Paróquia da Sagrada Família
  - Paróquia da Assunção da Bem-Aventurada Virgem Maria
- Antiga Igreja Católica Mariavita
  - Paróquia do Santíssimo Sacramento em Łany
- Igreja Ortodoxa Autocéfala Polonesa:
  - Paróquia de Santa Maria Madalena, apóstola dos Apóstolos[42]
- Testemunhas de Jeová (Salão do Reino, rua Kruka 4A):
  - Congregação Puławy-Niwa (incluindo o grupo de língua romani)
  - Igreja Puławy-Chemia
  - Igreja de Puławy-Oeste

## Cultura
O escritor polonês Bolesław Prus passou sua infância em Puławy. Em 1884, ele escreveu Pleśń świata, um de seus contos mais curtos, ambientado perto do Templo da Sibila. Em sua coluna intitulada Cartões de viagem, Puławy, ele descreveu o assentamento de Puławy.
Na década de 1980, havia um próspero grupo de punk rock em Puławy. Aqui, entre outros, as bandas Trafo e Siekiera. Seu primeiro vocalista, Tomasz Budzyński, após deixar a Siekiera, fundou a banda Armia.
Desde 2000, Puławy tem seu próprio toque de corneta. O autor da melodia é o famoso jazzista polonês Henryk Majewski. Em 2011, foi criado o Centro de Informações Turísticas, atualmente localizado na Praça Niepodległości, que assumiu a função da extinta Sociedade Polonesa de Turismo (PTTK).
Em 1 de abril de 2023, na rua Wojska Polskiego, foi inaugurada uma das instalações mais modernas da biblioteca municipal na região de Lublin — a Mediateka.

### Rádio
- Radio Impuls (Puławy) (originalmente Radio Puławy 24 − uma estação de rádio na Internet operando desde 2014 e transmitindo em 97,2 FM − potência do transmissor 2,5 kW, que garante a recepção em Dęblin, Kozienice, Nałęczów, Radom, Lublin e Zwoleń)[45]
- LPU Radio —  estação de rádio na Internet,[46]
- Radio Plus Lublin (91,2 MHz) —  transmissão em Puławy a partir de 29 de abril de 2020[47]

### Televisão
- LPUTV[48]

### Internet grátis
Puławy tem acesso à Internet sem fio, pública e gratuita. É implementado na tecnologia Wi-Fi 802.11g. Atualmente, a infraestrutura de rede (denominada hotspot.um.pulawy.pl) é composta por 20 transmissores em vários pontos da cidade.

### Imprensa
- “Teraz Puławy” — um suplemento para o jornal diário Dziennik Wschodni[49]
- “Wspólnota Puławska”[50]

### Museus
- Museu Educacional[51]
- Museu Regional Izabela Czartoryska,[52]
- Museu Czartoryski em Puławy[53]
- Museu Badań Polarnych[54]

### Cinema
- NoveKino “Sybilla”[55] — o cinema em 2009 modernizou os equipamentos. Desde então, é possível assistir a filmes 3D selecionados usando óculos especiais.

### Teatro
- Centro Cultural de Puławy “Dom Chemika”[56]

### Organizações patrióticas e pró-defesa
- Filial da Associação de Tiro Puławy 15 pułk. piechoty “Wilków” Armii Krajowej.[57]
- Associação Escoteira polonesa em Puławy.[58]

## Clubes esportivos

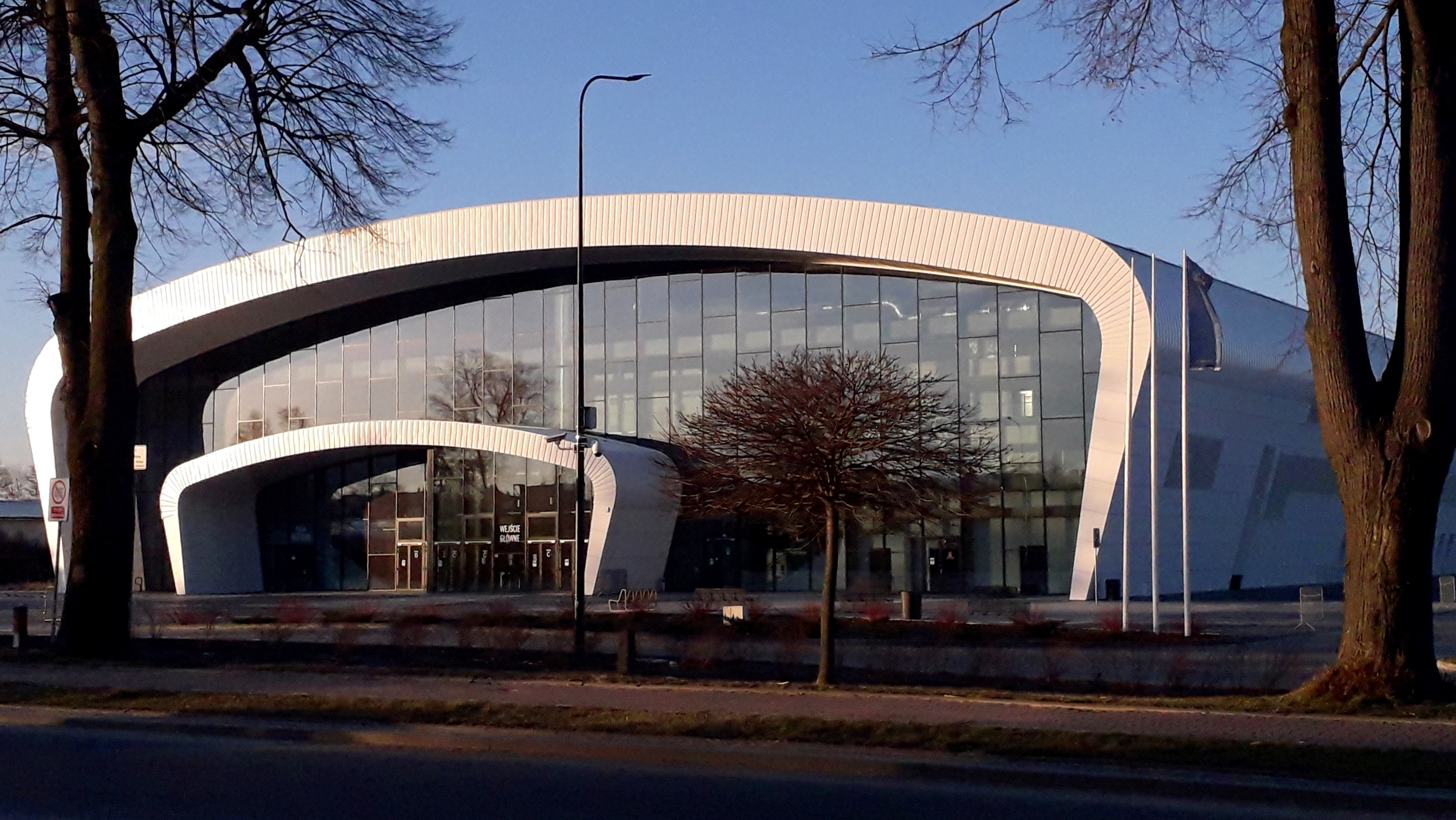
Grupo Azoty Arena

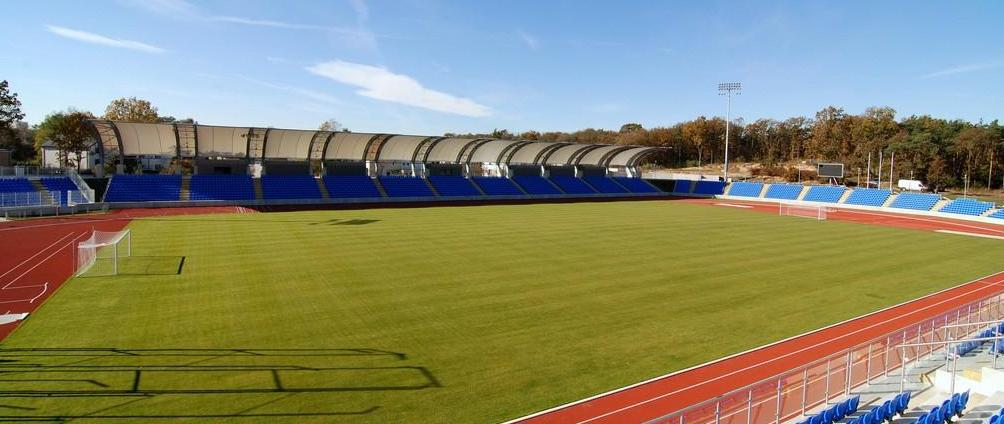
Estádio do Centro Municipal de Esportes e Recreação

- Wisła Puławy — futebol (Campeonato Polonês de Futebol 3.ª Divisão), atletismo, natação, halterofilismo[59]
- Azoty-Puławy — handebol (superliga masculina)[60]
- Puławiak Puławy — futebol (jogos juniores, classe A, grupo Lublin II (masculino))[61]
- KS Pogoń Mostostal Puławy — ciclismo de estrada[62]
- MKS MOW Puławy — tênis de mesa (3.ª liga masculina)[63]
- UKS Bursa-Puławy — handebol (equipes juvenis — masculino e feminino)[64]

## Eventos

### Eventos esportivos
- Campeonato Polonês Júnior 16 anos de natação (janeiro - apenas 2010)
- Grande Prêmio Puławy de tênis de mesa (janeiro a dezembro)
- Corrida Zielonych Sznurowadeł (março)
- Grande Prêmio Puławy de mountain bike MTB - Ciclismo para a saúde (abril a outubro)
- Corridas Nacional de rua e Cross-Country “Pela Faixa Azul do Vístula” (maio)
- Classificatória de ciclismo para a Copa do Presidente de Puławy (maio)
- Torneio Amador Nacional de Tênis de Mesa (maio)
- Campeonatos Amadores da Voivodia de Lublin de vôlei de praia (agosto)
- Grande Prêmio Puławy de vôlei de praia (maio a setembro)
- Campeonato de Amadores em mountain bike MTB da Voivodia de Lublin (setembro)
- Torneio Nacional de Voleibol Feminino (novembro)
- Corridas Nacional de rua e Cross-Country “Corridas da Independência” (novembro)
- Campeonato polonês Open Tang Soo Do (janeiro/fevereiro/março)
- “Taça Vístula” de caratê tradicional (último fim de semana de agosto)
- Campeonato polonês de Triatlo (2008) e Campeonato Clássico de Triatlo (10 a 11 de dezembro de 2011)

### Eventos culturais
- Festival de canções natalinas, concurso de presépios (janeiro)
- Torneio de Dança polonesa “Pelo Anel da Princesa Izabela” - Campeonato polonês (fevereiro)
- Torneio Distrital do Concurso Nacional de Recitação (março)
- Festival de Música de Acordeão Ryszard Malicki (março)
- Festival do Livro (abril)
- Avaliação distrital de teatros infantis e juvenis (abril)
- Grande Prêmio Puławy de Disco Dances (abril)
- Festival de Jovens Guitarristas (maio)
- Torneio do condado de Pequena Competição de Recitação (maio)
- Encontros de Marionetistas de toda a Polônia (maio)
- Festival Wincenty e Franciszek Lessel em Puławy (maio-junho)
- Dias de Puławy (maio-junho)
- Workshops Internacionais de Jazz (julho)
- Festival Internacional de Música de Órgão (julho-agosto)
- Adeus ao verão, festival familiar (setembro)
- Dia Papal (outubro)
- Festival da Batata Assada (outubro)
- Concurso de recitação de outono (outubro)
- Jornadas Europeias do Patrimônio (setembro)

## Transportes

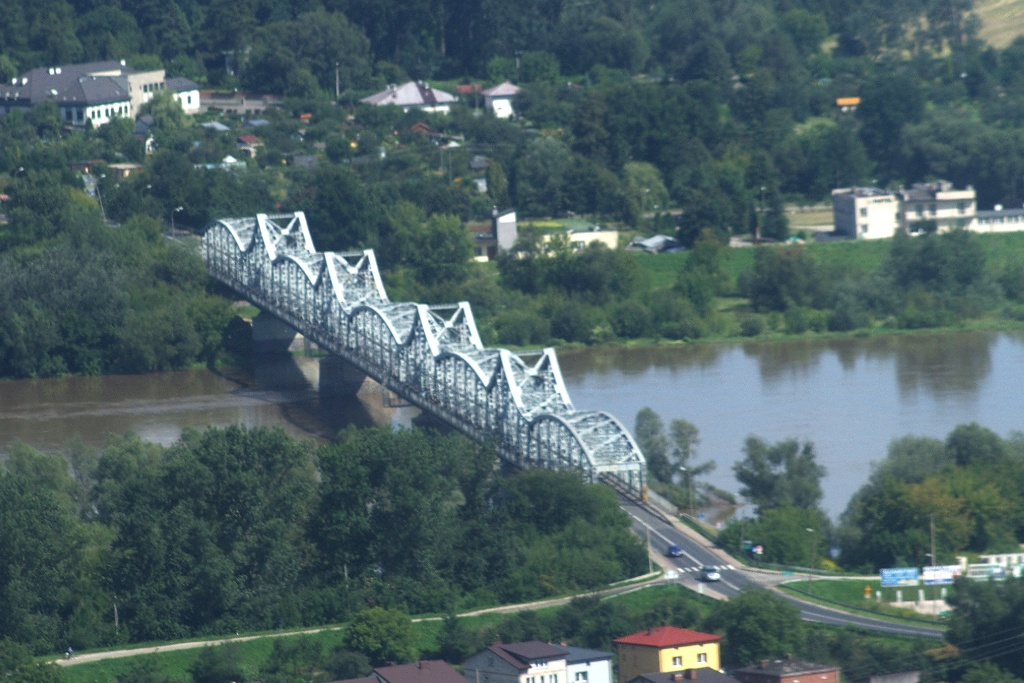
Ponte Ignacy Mościcki

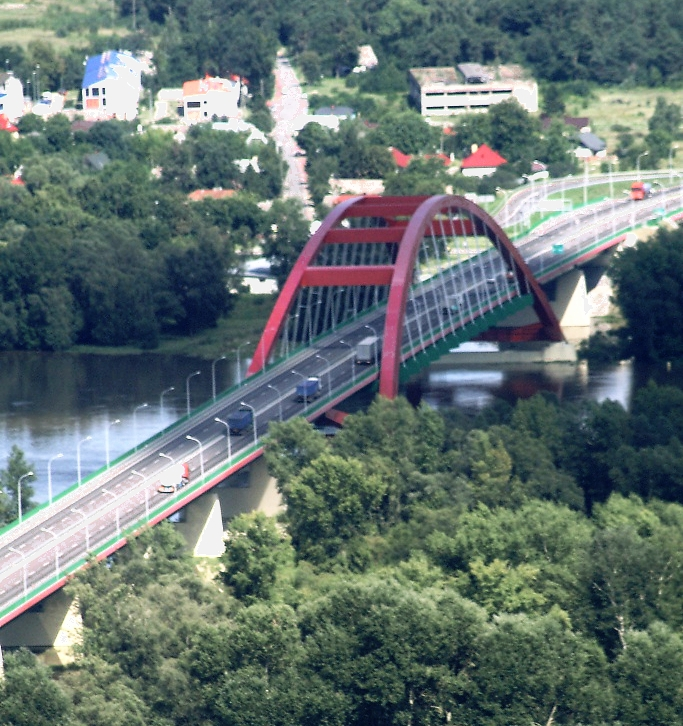
Ponte João Paulo II

### Transporte ferroviário
Uma importante linha ferroviária n.º 7 passa por Puławy, conectando Varsóvia com a fronteira do país em Dorohusk e ainda com Kiev.
Existem paradas e estações ferroviárias na cidade:
- Pulawy
- Pulawy Azoty
- Puławy Chemia
- Puławy Miasto

Há uma antiga linha ferroviária militar n.º 82 em Puławy, provavelmente a única linha no país que passava por uma ponte flutuante sobre o rio Vístula. Durante o período da República Popular da Polônia (em 1975 e 1985), foram realizados exercícios militares. Durante eles, foi construída uma ponte ferroviária, sobre a qual passou um trem e, em seguida, a ponte foi desmontada.

### Transporte rodoviário
A estrada nacional n.º 12 (S12) passa nos limites administrativos da cidade como um desvio de Puławy. Em 2006, a Direção-Geral de Estradas e Autoestradas Nacionais iniciou a construção de uma nova travessia sobre o rio Vístula, que faz parte do futuro anel viário. Em 12 de julho de 2008, uma nova ponte com o nome de João Paulo II em Puławy e uma estrada completamente nova desde a ponte até à estrada nacional n.º 12 em Zarzecze. A segunda etapa do anel viário da ponte até a conexão com a estrada S17 no entroncamento “Kurów Zachód” foi concluída em 2018.
As estradas provinciais n.º 801, 824 e 874 também passam por Puławy.
Construída em 1934, a ponte rodoviária com o nome Ignacy Mościcki, após a construção do desvio, tornou-se um trecho da estrada provincial n.º 874.

### Transporte público
O transporte público em Puławy e na região de Puławy é de responsabilidade da Companhia de Transporte Municipal de Puławy. Existem 19 linhas de ônibus regulares em Puławy (1, 2, 3, 4, 5, 6, 7, 8, 11, 12, 14, 15, 16, 17, 19, 20, 22 e M1, M2), 2 linhas em funcionamento em dia de mercado (18 e 28) e 8 linhas escolares (9, 23, J1, J2, K1, K2, K3 e S7). MZK Puławy também é responsável pelo transporte público em Dęblin, onde passa a linha n.º 31.

## Segurança pública

### Corpo de bombeiros
Existem 3 brigadas de incêndio em Puławy:
- KP PSP Puławy — JRG Puławy
- OSP Puławy — Włostowice
- Corpo de bombeiros da empresa ZA Puławy

## Economia

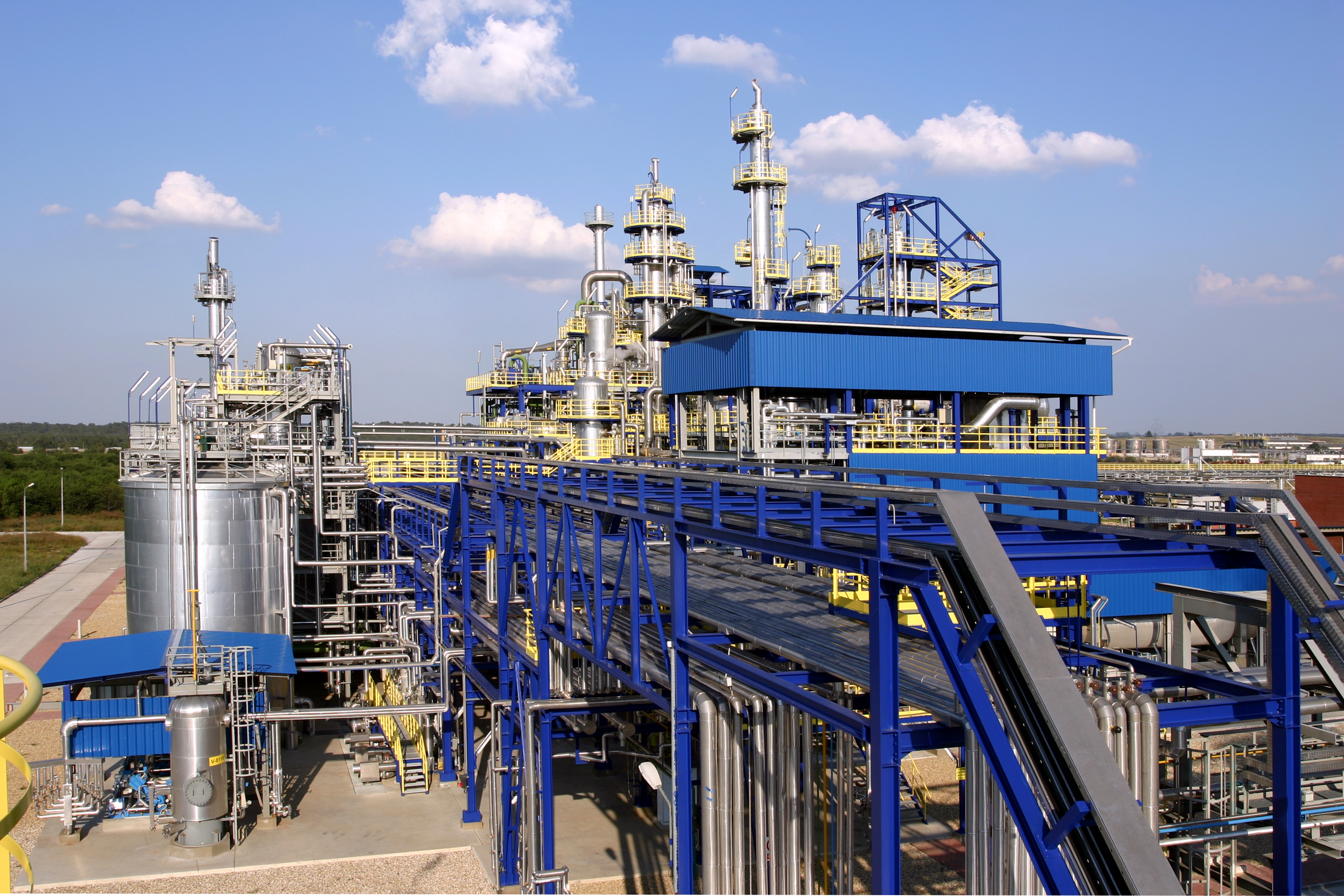
Grupo Azoty Zakłady Azotowe “Puławy”

O Parque Industrial de Puławy opera na cidade, projetado para atrair investidores por meio de isenções fiscais. Parte das áreas de investimento em Puławy, localizada dentro de Zakłady Azotowe “Puławy” S.A. também foi incluída na Zona Econômica Especial de Starahowice.

### Indústrias
- Grupo Azoty Zakłady Azotowe “Puławy” − inaugurado em 1966. “Azoty” é a maior indústria localizada nos limites da cidade e o maior produtor de fertilizantes artificiais na Polônia. Eles empregavam 4 852 pessoas (em 31 de dezembro de 2019).[70]
- Mostostal Puławy
- Remzap
- Termochem

### Comércio
A cidade possui uma rede desenvolvida de estabelecimentos comerciais, incluindo supermercados e lojas de descontos, bem como centros comerciais e lojas especializadas.

#### Hipermercados e lojas de descontos
Na cidade, há hipermercados das redes Kaufland e Carrefour, além de várias lojas de alimentos, incluindo:
- Biedronka (4 lojas)
- Stokrotka (8 lojas)
- Lidl (2 lojas)
- Żabka (21 lojas)
- Aldi
- Netto
- e outras redes de alimentos

#### Centros comerciais
- Galeria Zielona — inaugurada oficialmente em 22 de novembro de 2006, no cruzamento das ruas Lubelska e Zielona. A galeria conta com várias lojas de roupas (H&M, CCC, Deichmann, 4F, Diverse, Ryłko, Big Star), lojas de cosméticos (Douglas, Hebe, Natura), lojas de livros e jornais (Empik, Inmedio) e a academia CityFit Blue.[71]
- Centro Comercial Karuzela — inaugurado oficialmente em 28 de abril de 2022; um dos complexos comerciais mais modernos da cidade.
- Galeria Nova — construção concluída em 2012; desde então, o local funciona como centro comercial.
- Galeria Yeti — inaugurada em agosto de 2000, um dos primeiros grandes estabelecimentos comerciais da região.[72]

#### Lojas especializadas
- Lojas de materiais de construção: Castorama (na rua Gościńczyk) e Leroy Merlin (rua Dęblińska).
- Lojas de eletrônicos: Media Expert e RTV Euro AGD.

## Distritos e conjuntos habitacionais

### Distritos

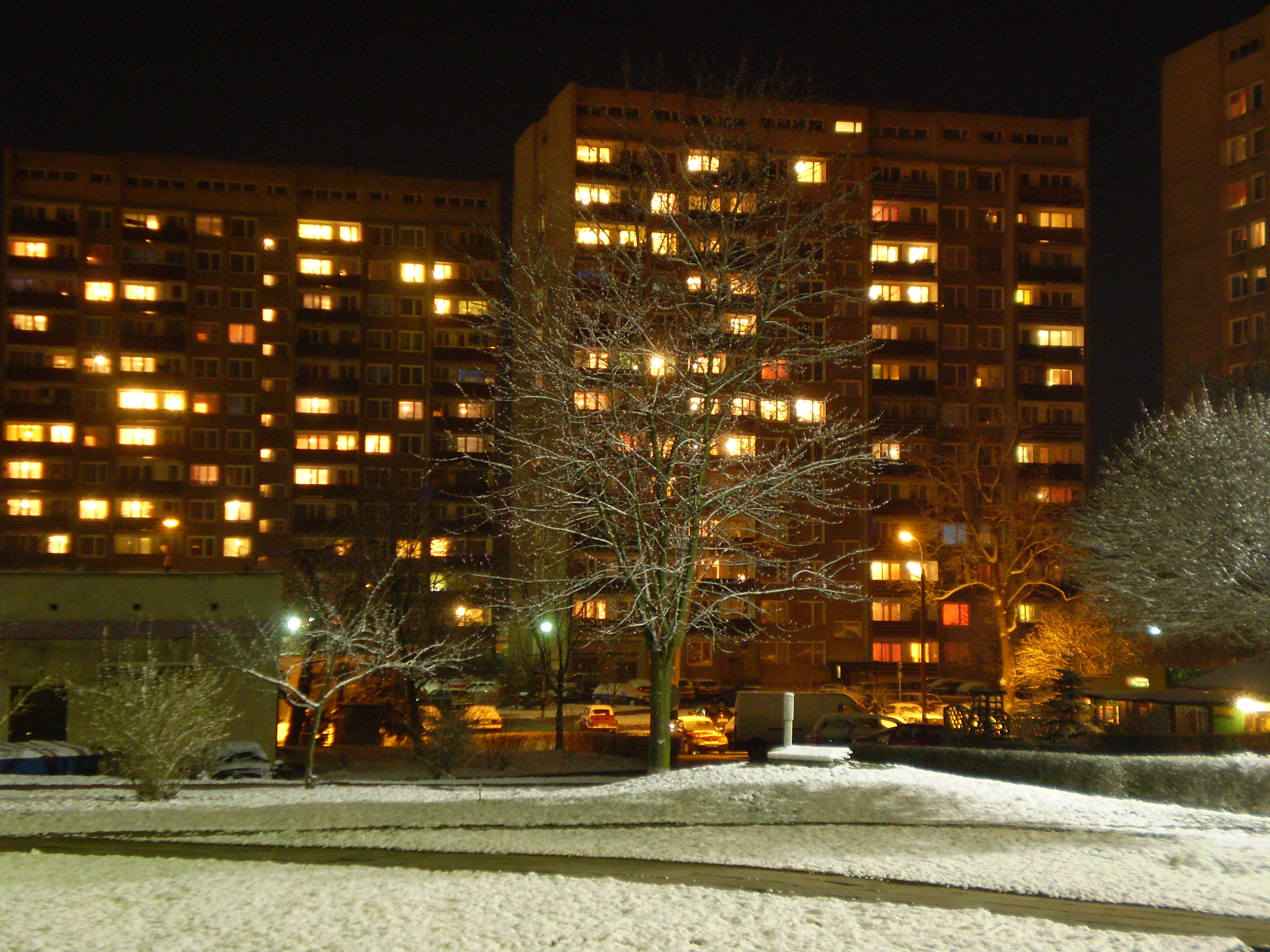
Arranha-céus na rua Kołłątaja

- Działki
- Gajówka Piaski
- Górna Niwa
- Kolejowa
- Las-Ruda
- Leśniczówka Ruda
- Majdan
- Marynki
- Michałówka
- Mokradki
- Płużki
- Puławska Wieś
- Puławy Fabryczne
- Ruda Czechowska
- Włostowice
- Wólka Profecka
- Zarzecze

### Conjuntos habitacionais

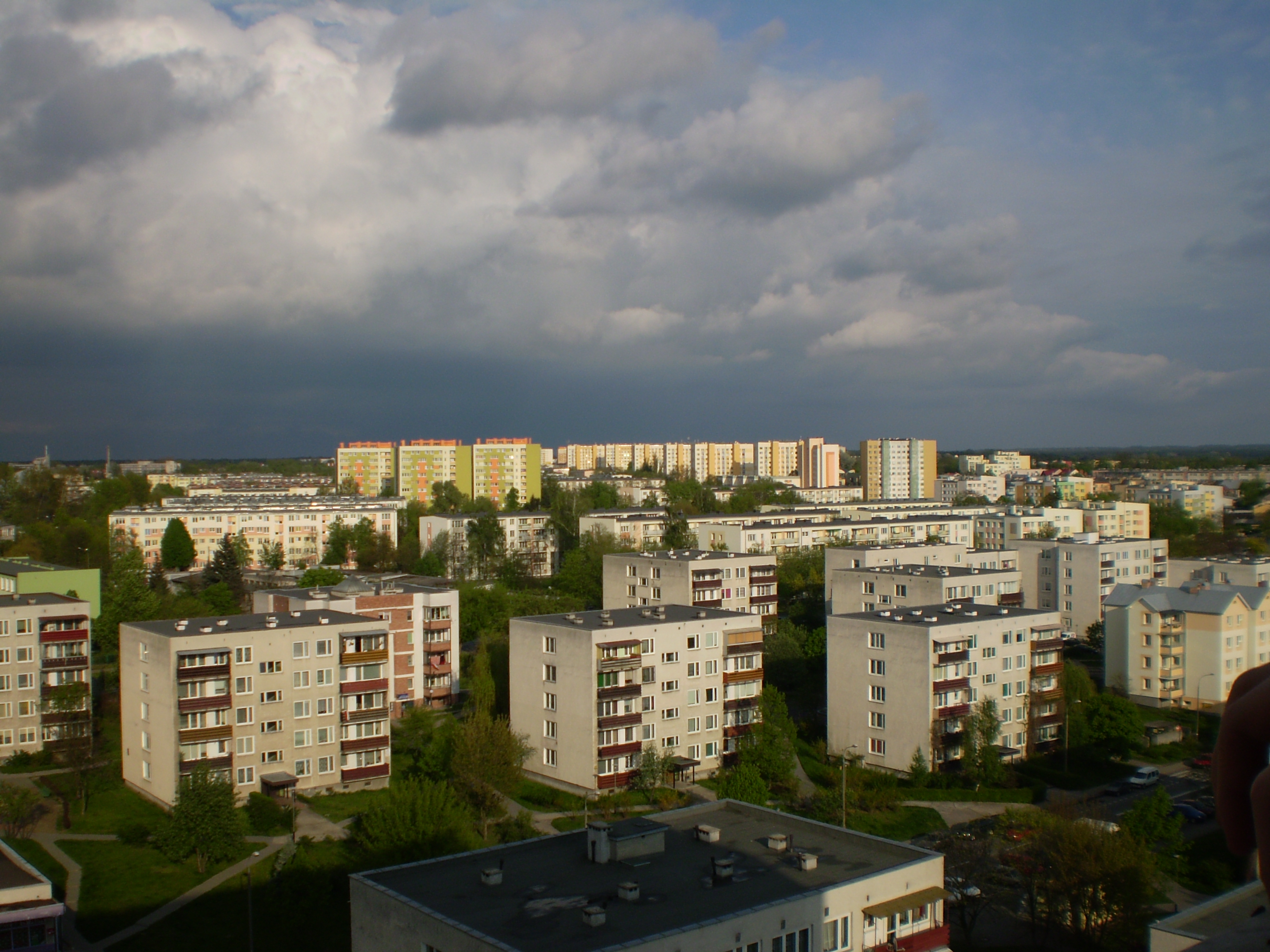
Conjunto habitacional Kołłątaja

- Górki
- Kępa
- Książęce Płużki
- Majdan
- Michałówka
- Czartoryskich
- Działki
- Gościńczyk
- Gen. Witolda
- Górna Kolejowa
- Górna Niwa
- Kaniowczyków
- Kołłątaja
- Kusocińskiego
- Leśna
- Mokradki
- Niemcewicza
- Niwa
- Podlesie
- Serek
- Sienkiewicza
- Słoneczny Stok
- Włostowice
- Wróblewskiego
- Norwida
- Piaski
- Płużki
- Puławska Wieś
- Ruda Czechowska
- Ruda Las
- Wólka Profecka
- Zarzecze
- Żulinki